# Duarte (piłkarz)
Duarte, właśc. José Antônio Candiota da Silva Duarte (ur. 3 kwietnia 1931 w Pelotas – zm. 18 maja 1987 w Pelotas) – piłkarz brazylijski, występujący na pozycji obrońcy.

## Kariera klubowa
Duarte występował w Brasil Pelotas i SC Internacional. Z Internacionalem zdobył mistrzostwo stanu Rio Grande do Sul – Campeonato Gaúcho w 1955 roku.

## Kariera reprezentacyjna
W reprezentacji Brazylii Duarte zadebiutował 1 marca 1956 w wygranym 2-1 meczu z reprezentacją Chile podczas Mistrzostw Panamerykańskich, które Brazylia wygrała. Na turnieju w Meksyku wystąpił we wszystkich pięciu meczach z Chile, Peru, Meksykiem, Kostaryką i Argentyną.